# Neoserica surigaoana
Neoserica surigaoana är en skalbaggsart som beskrevs av Moser 1917. Neoserica surigaoana ingår i släktet Neoserica och familjen Melolonthidae. Inga underarter finns listade i Catalogue of Life.